# Kineski bijeli bor
Kineski bijeli bor (lat. Pinus armandii) vrsta je bora podrijetlom iz Kine.

## Rasprostranjenost
Javlja se u Kini, od južnog Shanxija zapadno do južnog Gansua i južnog do Yunnana, s udaljenom populacijom u Anhuiu. Na Tajvanu raste na nadmorskim visinama od 2200–3000 m, a također se proteže kratko u sjeverni Mjanmar. Na kineskom je poznat kao "bor planine Hua" (zh. 华山松).
Raste na nadmorskim visinama od 1.000 do 3.300 m, s nižim nadmorskim visinama uglavnom u sjevernom dijelu raspona. 

## Opis
Ovo stablo koje doseže 35 m visine, s deblom do 1 m u promjeru. 
lišće ("iglice") su u svežnjevima od pet, s listopadnim ovojem. Dugi su 8–20 cm. Češeri su dugi 9–22 cm, a široki 6–8 cm, s jakim, gustim ljuskama. Sjemenke su velike, dugo 10–16 mm, a imaju samo zakržljalo krilo. Šire ih ptice vrste pjegavi orašari. Češeri sazrijevaju u drugoj godini.

## Taksonomija
Član je skupine bijelog bora, podvrsta Pinus Strobus, a kao i svi članovi te skupine.
Vrsta ima dvije ili tri sorte:
- Pinus armandii var. armandii. Sav raspon, osim za populacije u nastavku.
- Pinus armandii var. mastersiana. Planine središnjeg Tajvana.
- Pinus armandii var. dabeshanensis. Planine Dabie na granici Anhui- Hubei. Alternativno, ova se sorta može tretirati kao zasebna vrsta, Pinus dabeshanensis (bor iz planine Dabie). Kineska Flora ovaj takson navodi kao P. fenzeliana var. dabeshanensis.

IUCN navodi var. dabeshanensis (procjenjuje se kao Pinus dabeshanensis)  kao osjetljiv, a var. mastersiana kao ugrožena.

## Uporaba
Sjeme Pinus armandii bere se i prodaje kao pinjoli. Istraživanja pokazuju da ovi orašasti plodovi mogu uzrokovati sindrom borovih usta. Drvo se koristi za opće građevinske svrhe; vrsta je važna u šumskim plantažama u nekim dijelovima Kine. Uzgaja se i kao ukrasno drvo u parkovima i velikim vrtovima u Europi i Sjevernoj Americi. Znanstveni naziv obilježava francuskog misionara i prirodoslovca Armanda Davida, koji ga je prvi uveo u Europu.

## Kineska kultura
Kinesko drvo zbog svog zimzelenog lišća smatraju amblemom dugovječnosti i besmrtnosti. Njegova smola smatra se animiranom duševnom supstancom, pandanom krvi kod ljudi i životinja. U drevnoj Kini taoistički tragači za besmrtnošću konzumirali su velik dio smole stabla nadajući se da će time produžiti život. Legenda kaže da je Qiu Sheng (zh. 仇生) koji je živio u vrijeme kralja Tanga od Shanga (zh. 商成汤王), (vladao 1675. – 1646. pr. n. e.), osnivača dinastije Shang, dugovaso svoju dugovječnost borovoj smoli. Shouxing, kineski bog dugovječnosti (zh. 寿星), obično je predstavljen stojeći u podnožju bora, dok se Grus japonensis smjestila na granu drveta. Na tradicionalnim slikama "sreće, časti i dugovječnosti" (zh. 福禄寿三星), bor predstavlja dugovječnost, na isti način kao što šišmiš simbolizira sreću zbog svoje homonimijske povezanosti s kineskim karakterom za sreću (zh. 福). Gljiva, koju Kinezi zovu Fu Ling, raste na korijenu bora, a vjeruju da Kinezi potiskuje sve osjećaje gladi, liječi razne bolesti i produžuje život. 

## Vanjske poveznice
|  | Zajednički poslužitelj ima još gradiva o temi Pinus armandii |
|  | Wikivrste imaju podatke o taksonu Pinus armandii             |